# Frieze (magazine)
frieze est un magazine londonien d'art contemporain fondé en 1991 par les créateurs, une décennie plus tard, de la foire d'art contemporain frieze Art Fair.

## Historique
frieze est une revue de référence  fondée en 1991 par les créateurs de la foire londonienne d'art contemporain frieze Art Fair, Amanda Sharp et Matthew Slotover (deux amis qui se connaissent depuis leur adolescence), associés à l'artiste Tom Gidley. 
Quand le magazine frieze a commencé à être publié, Sharp et Slotover ont contribué à la rédaction, mais en 2001, ils ont cessé toute implication directe dans les décisions éditoriales. En 2003, l'année où la frieze Art Fair a été fondée, Sharp et Slotover ont assumé les fonctions de Directeurs de publication du magazine, et de Directeurs de la manifestation d'art. Sharp et Slotover se maintiennent à la fois à la direction générale de la foire d'art contemporain et du magazine, mais les décisions éditoriales sont prises désormais par Jörg Heiser et Jennifer Higgie. Ils se sont adjoint en 2013 les services de Dan Fox. Fox est basé à New York, Heiser à Berlin et Higgie à Londres.